# Gaston Mercier
Gaston Antoine Mercier, född 5 juni 1932 i Paris, död 4 juli 1974 i Bussières, var en fransk roddare.
Mercier blev olympisk guldmedaljör i tvåa med styrman vid sommarspelen 1952 i Helsingfors.